# 크로노그래프

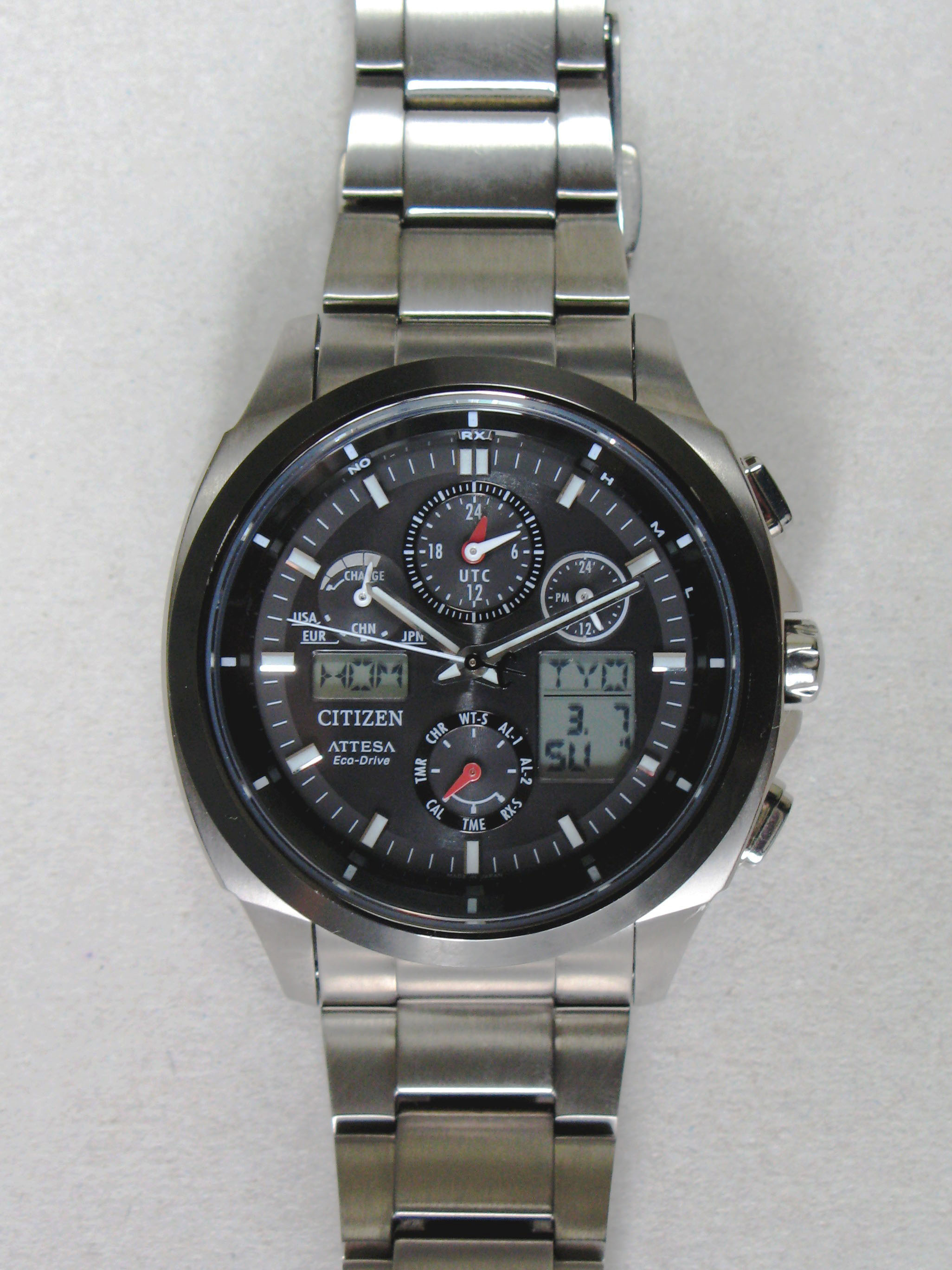

크로노그래프(chronograph)는 스톱워치의 기능이 있는 손목시계를 말한다. 시계 베이스의 핀을 눌러서 스톱워치를 작동시키고, 멈추고, 꾹 누르고 유지해서 초기화시킨다. 하이엔드 시계브랜드에서 자주 쓰이는 고급 컴플리케이션 기능이다. 미닛 리피터, 뚜르비옹과 함께 가장 만들기 어려운 컴플리케이션이며 일단 크로노그래프 기능이 들어가면 가격과 두께가 무지하게 늘어난다.

## 같이 보기
- 해상시계